# Gare de Monnerville
Gare de Monnerville vasútállomás Franciaországban, Monnerville településen.

## Vasútvonalak
Az állomást az alábbi vasútvonalak érintik:
- Párizs–Bordeaux-vasútvonal

## Kapcsolódó állomások
A vasútállomáshoz az alábbi állomások vannak a legközelebb:
- Gare d’Angerville (Gare de Bordeaux-Saint-Jean)
- Gare de Guillerval (Paris Gare d’Austerlitz)